# Актогайський район (Карагандинська область)
Актога́йський район (каз. Ақтоғай ауданы, рос. Атогайский район) — адміністративна одиниця у складі Карагандинської області Казахстану. Адміністративний центр — село Актогай.

## Населення
Населення — 16198 осіб (2021; 19233 у 2009, 24051 у 1999, 32809 у 1989).

## Історія
Утворений 1928 року як Коунрадський район у складі Каркаралінського округу, 29 липня 1931 року передано до складу новоствореної Карагандинської області. З 1963 року має сучасну назву, з 20 березня 1973 по 3 березня 1997 років район перебував у складі Жезказганської області.
2021 року територія площею 87,44 км² була передана до складу міста Балхаш Балхаської міської адміністрації.

## Склад
До складу району входять 15 сільських округів та 2 селищні адміністрації:
| Поселення                           | Площа, км² | Населення, осіб (1989) | Населення, осіб (1999) | Населення, осіб (2009) | Населення, осіб (2021) | Центр        | Населені пункти |
| ----------------------------------- | ---------- | ---------------------- | ---------------------- | ---------------------- | ---------------------- | ------------ | --------------- |
| Саришаганська селищна адміністрація | -          | 4838                   | 4472                   | 4429                   | 4083                   | Саришаган    | 1               |
| Шашубайська селищна адміністрація   | -          | 4605                   | 2368                   | 2148                   | 2417                   | Шашубай      | 1               |
| Абайський сільський округ           | -          | 783                    | 424                    | 339                    | 205                    | Абай         | 2               |
| Айиртаський сільський округ         | -          | 1287                   | 671                    | 381                    | 184                    | Айиртас      | 1               |
| Актогайський сільський округ        | -          | 4749                   | 4186                   | 3145                   | 3373                   | Актогай      | 1               |
| Жидебайський сільський округ        | -          | 2376                   | 1974                   | 1368                   | 1068                   | Сауле        | 4               |
| Карабулацький сільський округ       | -          | 1803                   | 1275                   | 942                    | 477                    | Нарманбет    | 3               |
| Карамендебійський сільський округ   | -          | 1040                   | 761                    | 565                    | 451                    | Актас        | 2               |
| Кежецький сільський округ           | -          | 772                    | 460                    | 330                    | 237                    | Акший        | 1               |
| Кизиларайський сільський округ      | -          | 1414                   | 1025                   | 696                    | 438                    | Акжарик      | 1               |
| Кусацький сільський округ           | -          | 1342                   | 969                    | 630                    | 373                    | Кошкар       | 1               |
| Нуркенський сільський округ         | -          | 1453                   | 1252                   | 820                    | 544                    | Нуркен       | 5               |
| Ортадересінський сільський округ    | -          | 1371                   | 913                    | 743                    | 618                    | Орта-Дересін | 3               |
| Саритерецький сільський округ       | -          | 1685                   | 1325                   | 914                    | 606                    | Саритерек    | 4               |
| Тасаральський сільський округ       | -          | 501                    | 417                    | 416                    | 359                    | Тасарал      | 1               |
| Торангилицький сільський округ      | -          | 1177                   | 481                    | 485                    | 291                    | Торангилик   | 1               |
| Шабанбайбійський сільський округ    | -          | 1613                   | 1078                   | 882                    | 474                    | Шабанбай-бі  | 4               |

## Найбільші населені пункти
Населені пункти з чисельністю населення понад 1000 осіб:
| № | Населений пункт | Населення, осіб (1989) | Населення, осіб (1999) | Населення, осіб (2009) | Населення, осіб (2021) |
| - | --------------- | ---------------------- | ---------------------- | ---------------------- | ---------------------- |
| 1 | Саришаган       | 4838                   | 4472                   | 4429                   | 4083                   |
| 2 | Актогай         | 4749                   | 4186                   | 3145                   | 3373                   |
| 3 | Шашубай         | 4605                   | 2368                   | 2148                   | 2417                   |